# Llista de topònims de Cabrils
Llista de topònims (noms propis de lloc) del municipi de Cabrils, al Maresme
Informació actualitzada per un bot. Els canvis manuals es perdran quan s'actualitzi!

## aqüeducte
| imatge | Nom                      | Ubicat a | instància de   | Detalls      | coordenades                                                                                         | Protecció | Commons (més fotos)      | Dades a WD                    |
| ------ | ------------------------ | -------- | -------------- | ------------ | --------------------------------------------------------------------------------------------------- | --------- | ------------------------ | ----------------------------- |
|        | Aqüeducte de Can Valls   | Cabrils  | aqüeducte pont | 17th century | 41° 32′ 08″ N, 2° 21′ 53″ E / 41.535614623°N,2.36463971°E ca:Al costat de Can Xinxa                 |           |                          | Modifica les dades a Wikidata |
|        | Aqüeducte de Santa Elena | Cabrils  | aqüeducte pont | 17th century | 41° 31′ 21″ N, 2° 22′ 04″ E / 41.52246°N,2.36782°E ca:Darrera l'escola l'Olivera (urb. Santa Elena) |           | Aqüeducte de Santa Elena | Modifica les dades a Wikidata |

## arbre singular
| imatge | Nom                    | Ubicat a | instància de   | Detalls                                                                | coordenades | Protecció        | Commons (més fotos)    | Dades a WD                    |
| ------ | ---------------------- | -------- | -------------- | ---------------------------------------------------------------------- | --- | ---------------- | ---------------------- | ----------------------------- |
|        | Teix de la Rectoria    | Cabrils  | arbre singular |                                                                        | 41° 31′ 35″ N, 2° 22′ 05″ E / 41.52644°N,2.36799°E ca:Rectoria (Pl. de l'església, s/n).                                                          |                  |                        | Modifica les dades a Wikidata |
|        | garrofer de Montcabrer | Cabrils  | arbre singular | Taxon: garrofer (Ceratonia siliqua) Ample: 13.8m Alt: 8m Perímetre: 6m | 41° 31′ 25″ N, 2° 22′ 41″ E / 41.52362°N,2.37805°E ca:Darrere de Can Roldós, urbanització Montcabrer                                              | arbre monumental | Garrofer de Montcabrer | Modifica les dades a Wikidata |
|        | surera de Burriac      | Cabrils  | arbre singular | Taxon: alzina surera (Quercus suber)                                   | 41° 31′ 55″ N, 2° 22′ 46″ E / 41.532002°N,2.379406°E ca:Pujant pel Carrer del Camí de Cabrera, a la carena just abans d'acabar l'asfalt. 260 msnm |                  | Surera de Burriac      | Modifica les dades a Wikidata |

## barri
| imatge | Nom                  | Ubicat a | instància de | Detalls | coordenades | Protecció | Commons (més fotos) | Dades a WD                    |
| ------ | -------------------- | -------- | ------------ | ------- | --- | --------- | ------------------- | ----------------------------- |
|        | barri de la Sagrera  | Cabrils  | barri        |         | 41° 31′ 33″ N, 2° 22′ 05″ E / 41.5259°N,2.3681°E ca:Barri de La Sagrera, al voltant de l'Església de la Sta. Creu |           |                     | Modifica les dades a Wikidata |
|        | barri del Sant Crist | Cabrils  | barri        |         | 41° 30′ 58″ N, 2° 23′ 03″ E / 41.51612°N,2.38427°E ca:Barri del Sant Crist, al sud de la població                 |           |                     | Modifica les dades a Wikidata |

## carrer
| imatge | Nom                     | Ubicat a | instància de | Detalls                     | coordenades                                                                                     | Protecció                                  | Commons (més fotos) | Dades a WD                    |
| ------ | ----------------------- | -------- | ------------ | --------------------------- | ----------------------------------------------------------------------------------------------- | ------------------------------------------ | ------------------- | ----------------------------- |
|        | Carrer Lluís Colmenar   | Cabrils  | carrer       |                             | 41° 31′ 36″ N, 2° 22′ 06″ E / 41.5268°N,2.36831°E ca:Carrer Lluís Colmenar                      |                                            |                     | Modifica les dades a Wikidata |
|        | carrer de Sant Salvador | Cabrils  | carrer       | Estil: arquitectura popular | 41° 31′ 35″ N, 2° 22′ 06″ E / 41.526376°N,2.368291°E ca:Carrer Sant Salvador (Barri La Sagrera) | bé integrant del patrimoni cultural català |                     | Modifica les dades a Wikidata |

## casa
| imatge | Nom                    | Ubicat a | instància de | Detalls                            | coordenades | Protecció | Commons (més fotos)    | Dades a WD                    |
| ------ | ---------------------- | -------- | ------------ | ---------------------------------- | --- | --------- | ---------------------- | ----------------------------- |
|        | Ca l'Arlot             | Cabrils  | casa         | 1670                               | 41° 31′ 37″ N, 2° 22′ 06″ E / 41.52702°N,2.36834°E ca:Carrer Lluís Colmenar, 21                                             |           |                        | Modifica les dades a Wikidata |
|        | Can Badia              | Cabrils  | casa         | 1943                               | 41° 31′ 07″ N, 2° 22′ 30″ E / 41.51869°N,2.37512°E ca:Ctra. de Vilassar a Cabrils, Km 2                                     |           |                        | Modifica les dades a Wikidata |
|        | Can Cots               | Cabrils  | casa         | 19th century                       | 41° 31′ 33″ N, 2° 22′ 08″ E / 41.5259°N,2.36889°E ca:Carrer del Castell, davant Hostal de la Plaça i al costat de Can Vega. |           |                        | Modifica les dades a Wikidata |
|        | Can Francesc Mas       | Cabrils  | casa         | 18th century                       | 41° 31′ 33″ N, 2° 22′ 07″ E / 41.52572°N,2.36861°E ca:Carrer del Castell, 1                                                 |           |                        | Modifica les dades a Wikidata |
|        | Can Pablo Carles-Tolrà | Cabrils  | casa         | 19th century                       | 41° 31′ 34″ N, 2° 22′ 21″ E / 41.52616°N,2.37238°E ca:Can Tolrà                                                             |           |                        | Modifica les dades a Wikidata |
|        | Can Pi                 | Cabrils  | casa         |                                    | 41° 31′ 37″ N, 2° 22′ 05″ E / 41.52683°N,2.36819°E ca:C. Lluís Colmenar, 108                                                |           |                        | Modifica les dades a Wikidata |
|        | Can Quet               | Cabrils  | casa         |                                    | 41° 31′ 37″ N, 2° 22′ 09″ E / 41.52687°N,2.36909°E ca:Carrer de La Creueta, 5                                               |           |                        | Modifica les dades a Wikidata |
|        | Can Roig               | Cabrils  | casa         | 17th century                       | 41° 31′ 35″ N, 2° 22′ 05″ E / 41.52647°N,2.36797°E ca:Carrer Emília Carles, 12                                              |           | Can Roig (Cabrils)     | Modifica les dades a Wikidata |
|        | Can Salvi              | Cabrils  | casa         |                                    | 41° 31′ 34″ N, 2° 22′ 05″ E / 41.52603°N,2.36819°E ca:Carrer Emília Carles, 2                                               |           |                        | Modifica les dades a Wikidata |
|        | Can Timoteu            | Cabrils  | casa         | 19th century                       | 41° 31′ 34″ N, 2° 22′ 04″ E / 41.52615°N,2.36788°E ca:Carrer Emília Carles, 3                                               |           |                        | Modifica les dades a Wikidata |
|        | Can Villà              | Cabrils  | casa         | 19th century                       | 41° 31′ 34″ N, 2° 22′ 08″ E / 41.5261°N,2.36881°E ca:Pujada de La Creueta, 4                                                |           |                        | Modifica les dades a Wikidata |
|        | Can Vilumara           | Cabrils  | casa         | Estil: arquitectura eclèctica 1883 | 41° 31′ 53″ N, 2° 21′ 37″ E / 41.5313568852733°N,2.36025814154687°E ca:Camí del Coll de Port                                |           | Can Vilumara (Cabrils) | Modifica les dades a Wikidata |

## creu de terme
| imatge | Nom                | Ubicat a               | instància de  | Detalls                     | coordenades                                                                                                  | Protecció                                  | Commons (més fotos) | Dades a WD                    |
| ------ | ------------------ | ---------------------- | ------------- | --------------------------- | --- | ------------------------------------------ | ------------------- | ----------------------------- |
|        | creu de Montcabrer | Cabrera de Mar Cabrils | creu de terme |                             | 41° 31′ 27″ N, 2° 23′ 07″ E / 41.5242923°N,2.3853027°E 310 msnm                                              |                                            | Creu de Montcabrer  | Modifica les dades a Wikidata |
|        | creu de terme      | Cabrils                | creu de terme | Estil: arquitectura popular | 41° 31′ 36″ N, 2° 22′ 08″ E / 41.526595°N,2.368913°E ca:Carrer de la Creueta, cantonada Pujada de La Creueta | bé integrant del patrimoni cultural català |                     | Modifica les dades a Wikidata |
|        | creu del Bei       | Cabrera de Mar Cabrils | creu de terme |                             | 41° 32′ 10″ N, 2° 22′ 41″ E / 41.535988°N,2.378117°E 294 msnm                                                |                                            | Creu del Bei        | Modifica les dades a Wikidata |

## edifici
| imatge | Nom                                              | Ubicat a | instància de | Detalls                                  | coordenades | Protecció                                  | Commons (més fotos)                | Dades a WD                    |
| ------ | ------------------------------------------------ | -------- | ------------ | ---------------------------------------- | --- | ------------------------------------------ | ---------------------------------- | ----------------------------- |
|        | Cases parroquials de l'església de la Santa Creu | Cabrils  | edifici      | Estil: arquitectura popular 18th century | 41° 31′ 33″ N, 2° 22′ 06″ E / 41.525799°N,2.368201°E ca:Pl. de l'Església, al costat de l'església                                                                | bé integrant del patrimoni cultural català |                                    | Modifica les dades a Wikidata |
|        | Centre de Rehabilitació                          | Cabrils  | edifici      |                                          | 41° 32′ 35″ N, 2° 21′ 46″ E / 41.543114°N,2.362671°E | bé integrant del patrimoni cultural català |                                    | Modifica les dades a Wikidata |
|        | Cooperativa la Concòrdia                         | Cabrils  | edifici      | Estil: arquitectura popular              | 41° 31′ 37″ N, 2° 21′ 58″ E / 41.526985°N,2.366008°E | bé integrant del patrimoni cultural català | Cooperativa la Concòrdia (Cabrils) | Modifica les dades a Wikidata |
|        | Fàbrica Jorba-Martín                             | Cabrils  | edifici      | Estil: arquitectura eclèctica            | 41° 31′ 36″ N, 2° 21′ 55″ E / 41.526764°N,2.365195°E | bé integrant del patrimoni cultural català |                                    | Modifica les dades a Wikidata |
|        | Fàbrica Solé Fabra                               | Cabrils  | edifici      | Estil: arquitectura eclèctica 1884       | 41° 31′ 35″ N, 2° 21′ 59″ E / 41.526473°N,2.3663127°E ca:Carrer Domènec Carles, 21. Entre el Torrent Roig, el carrer Domènec Carles i el dels Horts de les Monges | bé integrant del patrimoni cultural català | Fàbrica Solé Fabra (Cabrils)       | Modifica les dades a Wikidata |
|        | Torre Larramendi                                 | Cabrils  | edifici      | 1899                                     | 41° 31′ 35″ N, 2° 22′ 09″ E / 41.5263°N,2.36909°E ca:Carrer del Castell, s/n                                                                                      |                                            |                                    | Modifica les dades a Wikidata |

## església
| imatge | Nom                       | Ubicat a | instància de | Detalls | coordenades                                                                         | Protecció                                  | Commons (més fotos)       | Dades a WD                    |
| ------ | ------------------------- | -------- | ------------ | --- | ----------------------------------------------------------------------------------- | ------------------------------------------ | ------------------------- | ----------------------------- |
|        | Sant Cristòfol de Cabrils | Cabrils  | església     | Estil: art preromànic 9th century Anomenat per: Sant Cristòfor de Lícia Dedicat a: Sant Cristòfor de Lícia | 41° 30′ 58″ N, 2° 23′ 03″ E / 41.516176°N,2.384294°E ca:Camí del Sant Crist 77 msnm | bé integrant del patrimoni cultural català | Sant Cristòfol de Cabrils | Modifica les dades a Wikidata |
|        | Santa Creu de Cabrils     | Cabrils  | església     | Estil: arquitectura barroca                                                                                | 41° 31′ 33″ N, 2° 22′ 05″ E / 41.525807°N,2.367997°E ca:Pl. de l'Església           | bé integrant del patrimoni cultural català | Santa Creu de Cabrils     | Modifica les dades a Wikidata |

## espècimen botànic
| imatge | Nom                 | Ubicat a | instància de      | Detalls | coordenades | Protecció | Commons (més fotos) | Dades a WD                    |
| ------ | ------------------- | -------- | ----------------- | ------- | --- | --------- | ------------------- | ----------------------------- |
|        | alzina d'Argentona  | Cabrils  | espècimen botànic |         | 41° 31′ 47″ N, 2° 21′ 36″ E / 41.529820672789384°N,2.3599094152450566°E ca:Av. de la zona esportiva, 13-17 (finca de can Barba) |           |                     | Modifica les dades a Wikidata |
|        | alzina de Can Barba | Cabrils  | espècimen botànic |         | 41° 31′ 48″ N, 2° 21′ 34″ E / 41.529917053381226°N,2.3593354225158696°E ca:Av. de la zona esportiva, 13-17 (finca de can Barba) |           |                     | Modifica les dades a Wikidata |
|        | roure de Can Barba  | Cabrils  | espècimen botànic |         | 41° 31′ 47″ N, 2° 21′ 35″ E / 41.52983673623134°N,2.359619736671448°E ca:Av. de la zona esportiva, 13-17 (finca de can Barba)   |           |                     | Modifica les dades a Wikidata |

## font
| imatge | Nom                                     | Ubicat a | instància de | Detalls                                  | coordenades | Protecció                                  | Commons (més fotos)                               | Dades a WD                    |
| ------ | --------------------------------------- | -------- | ------------ | ---------------------------------------- | --- | ------------------------------------------ | ------------------------------------------------- | ----------------------------- |
|        | font d'en Cosmet i font de la Barretina | Cabrils  | font         | Estil: arquitectura popular 19th century | 41° 31′ 35″ N, 2° 22′ 05″ E / 41.52627°N,2.36797°E ca:C. Emília Carles; davant l'Ajuntament.                                                | bé integrant del patrimoni cultural català | Font d'en Cosmet i Font de la Barretina (Cabrils) | Modifica les dades a Wikidata |
|        | font de Can Manyana                     | Cabrils  | font         | 19th century                             | 41° 31′ 38″ N, 2° 22′ 02″ E / 41.5273066949687°N,2.3671513795852666°E ca:Torrent Roig / Torrent Xaret                                       |                                            |                                                   | Modifica les dades a Wikidata |
|        | font de la Barretina                    | Cabrils  | font         | 19th century                             | 41° 31′ 36″ N, 2° 22′ 06″ E / 41.52673°N,2.36826°E ca:C. Sant Salvador, cantonada C. Lluís Colmenar.                                        |                                            |                                                   | Modifica les dades a Wikidata |
|        | font de la Creueta                      | Cabrils  | font         | Estil: arquitectura popular 19th century | 41° 31′ 36″ N, 2° 22′ 09″ E / 41.52675649829527°N,2.3690503835678105°E ca:Carrer de La Creueta; davant Can Quet.                            | bé integrant del patrimoni cultural català |                                                   | Modifica les dades a Wikidata |
|        | font de la Plaça                        | Cabrils  | font         | Estil: arquitectura popular 19th century | 41° 31′ 32″ N, 2° 22′ 07″ E / 41.5256319941906°N,2.368664145469666°E ca:C. del Castell, entre els núms. 4 i 5; davant l'Hostal de La Plaça. | bé integrant del patrimoni cultural català |                                                   | Modifica les dades a Wikidata |
|        | font dels Gossos                        | Cabrils  | font         |                                          | 41° 32′ 32″ N, 2° 22′ 18″ E / 41.542103°N,2.37177°E                                                                                         |                                            |                                                   | Modifica les dades a Wikidata |
|        | font dels Quatre Camins                 | Cabrils  | font         | 20th century                             | 41° 31′ 41″ N, 2° 21′ 56″ E / 41.52797335036218°N,2.3655581474304204°E ca:Carrer dels Quatre Camins, cantonada carrer de les Acàcies        |                                            |                                                   | Modifica les dades a Wikidata |

## jaciment arqueològic
| imatge | Nom                  | Ubicat a | instància de                | Detalls | coordenades | Protecció                                  | Commons (més fotos)      | Dades a WD                    |
| ------ | -------------------- | -------- | --------------------------- | ------- | --- | ------------------------------------------ | ------------------------ | ----------------------------- |
|        | Jaciment de Can Casi | Cabrils  | jaciment arqueològic        |         | 41° 31′ 49″ N, 2° 21′ 34″ E / 41.53035478009547°N,2.3593139648437504°E |                                            |                          | Modifica les dades a Wikidata |
|        | Pedra d'en Muneret   | Cabrils  | jaciment arqueològic        |         | 41° 32′ 03″ N, 2° 21′ 02″ E / 41.534266°N,2.350543°E ca:A 100 m a l'est de La Pedrera, pujant el torrent del Turó d'en Torres a l'esquerra |                                            | Pedra d'en Muneret       | Modifica les dades a Wikidata |
|        | Roca Llobatera       | Cabrils  | jaciment arqueològic refugi |         | 41° 32′ 00″ N, 2° 20′ 52″ E / 41.533421°N,2.347687°E ca:Des de l'ermita de Sant Sebastià cap a can Boquet, a 600 m. aproximadament abans d'arribar a can Boquet, hi ha un camí que va cap a la font d'en Dirol. Es troba 350 m. cap al sud baixant el vessant de la muntanya, en un paratge boscós. | bé integrant del patrimoni cultural català | Roca Llobatera (Cabrils) | Modifica les dades a Wikidata |

## masia
| imatge | Nom                      | Ubicat a | instància de          | Detalls                                                      | coordenades                                                                                                | Protecció                                            | Commons (més fotos)   | Dades a WD                    |
| ------ | ------------------------ | -------- | --------------------- | ------------------------------------------------------------ | --- | ---------------------------------------------------- | --------------------- | ----------------------------- |
|        | Ca l'Arrà                | Cabrils  | masia                 | 19th century                                                 | 41° 31′ 40″ N, 2° 21′ 55″ E / 41.52783279106154°N,2.3651397228240967°E ca:Carrer de les Acàcies, 10        |                                                      |                       | Modifica les dades a Wikidata |
|        | Ca n'Amat                | Cabrils  | masia                 | Estil: arquitectura gòtica 16th century                      | 41° 31′ 00″ N, 2° 23′ 03″ E / 41.516581°N,2.384206°E ca:Sant Crist ca:Camí del Sant Crist, Cabrils 79 msnm | bé integrant del patrimoni cultural català           | Ca n'Amat, Cabrils    | Modifica les dades a Wikidata |
|        | Cal Boter                | Cabrils  | masia                 | 1786                                                         | 41° 31′ 31″ N, 2° 22′ 07″ E / 41.525395042618435°N,2.3686212301254277°E ca:Carrer Maria Teresa, 2          |                                                      |                       | Modifica les dades a Wikidata |
|        | Can Barba (Cabrils)      | Cabrils  | masia                 |                                                              | 41° 31′ 48″ N, 2° 21′ 33″ E / 41.53010178244755°N,2.3590672016143803°E                                     |                                                      |                       | Modifica les dades a Wikidata |
|        | Can Bergai               | Cabrils  | masia                 |                                                              | 41° 31′ 44″ N, 2° 21′ 28″ E / 41.528802657971°N,2.35771817106848°E                                         |                                                      |                       | Modifica les dades a Wikidata |
|        | Can Blanch               | Cabrils  | masia                 |                                                              | 41° 31′ 18″ N, 2° 22′ 04″ E / 41.52180451768987°N,2.3677682876586914°E                                     |                                                      |                       | Modifica les dades a Wikidata |
|        | Can Carbonell            | Cabrils  | masia                 | Estil: arquitectura popular                                  | 41° 30′ 58″ N, 2° 23′ 03″ E / 41.515977°N,2.384128°E ca:Barri del Sant Crist 75 msnm                       | bé integrant del patrimoni cultural català           |                       | Modifica les dades a Wikidata |
|        | Can Conet                | Cabrils  | masia                 |                                                              | 41° 31′ 44″ N, 2° 21′ 36″ E / 41.5289147634087°N,2.36005445529221°E                                        |                                                      |                       | Modifica les dades a Wikidata |
|        | Can Dalmau               | Cabrils  | masia                 | 1750                                                         | 41° 32′ 08″ N, 2° 21′ 35″ E / 41.5354521949228°N,2.35971429873379°E ca:Av. de La Llobatera s/n             |                                                      |                       | Modifica les dades a Wikidata |
|        | Can Genís                | Cabrils  | masia                 |                                                              | 41° 32′ 33″ N, 2° 21′ 30″ E / 41.5423625570522°N,2.35841125530315°E                                        |                                                      |                       | Modifica les dades a Wikidata |
|        | Can Mestruc              | Cabrils  | masia                 |                                                              | 41° 32′ 17″ N, 2° 21′ 20″ E / 41.5379875699085°N,2.35564923316589°E                                        |                                                      |                       | Modifica les dades a Wikidata |
|        | Can Navarro (la Pedrera) | Cabrils  | masia                 |                                                              | 41° 31′ 54″ N, 2° 21′ 00″ E / 41.5315426001571°N,2.35000732839851°E                                        |                                                      |                       | Modifica les dades a Wikidata |
|        | Can Pons                 | Cabrils  | masia                 | 1899                                                         | 41° 31′ 41″ N, 2° 21′ 57″ E / 41.52806973370611°N,2.3659068346023564°E ca:C. Dels Quatre Camins, 12        |                                                      | Can Pons (Cabrils)    | Modifica les dades a Wikidata |
|        | Can Tolrà                | Cabrils  | masia                 | 17th century                                                 | 41° 31′ 31″ N, 2° 22′ 18″ E / 41.5253674473776°N,2.37177573926691°E                                        |                                                      |                       | Modifica les dades a Wikidata |
|        | Can Tosca                | Cabrils  | masia                 | Estil: arquitectura gòtica arquitectura popular 15th century | 41° 31′ 08″ N, 2° 22′ 20″ E / 41.518885°N,2.372247°E ca:Ctra. Vilassar de Mar 100 msnm                     | bé integrant del patrimoni cultural català           | Can Tosca             | Modifica les dades a Wikidata |
|        | Can Veïl                 | Cabrils  | masia casa forta      |                                                              | 41° 31′ 04″ N, 2° 22′ 52″ E / 41.5177°N,2.38118°E ca:Can Vehils, barri del Sant Crist                      | bé d'interès cultural bé cultural d'interès nacional | Can Veïl              | Modifica les dades a Wikidata |
|        | Can Vives                | Cabrils  | masia                 | Estil: arquitectura popular                                  | 41° 30′ 58″ N, 2° 23′ 02″ E / 41.51622°N,2.384006°E ca:Sant Crist                                          | bé integrant del patrimoni cultural català           | Can Vives (Cabrils)   | Modifica les dades a Wikidata |
|        | Can Xinxa                | Cabrils  | masia                 | 17th century                                                 | 41° 32′ 07″ N, 2° 21′ 51″ E / 41.53539°N,2.3642°E ca:Polígon industrial La Baileta                         |                                                      | Can Xinxa             | Modifica les dades a Wikidata |
|        | Colònia Albert           | Cabrils  | masia                 |                                                              | 41° 31′ 52″ N, 2° 21′ 58″ E / 41.53103°N,2.36608°E                                                         |                                                      |                       | Modifica les dades a Wikidata |
|        | Mas Grau                 | Cabrils  | masia                 | 17th century                                                 | 41° 31′ 45″ N, 2° 21′ 58″ E / 41.529033559248184°N,2.366191148757935°E ca:Carrer dels Quatre camins, 22    |                                                      |                       | Modifica les dades a Wikidata |
|        | Mas d'Amunt              | Cabrils  | masia                 | 18th century                                                 | 41° 31′ 35″ N, 2° 22′ 10″ E / 41.52632°N,2.36957°E ca:Carrer del Castell, 6                                |                                                      |                       | Modifica les dades a Wikidata |
|        | Mas de Baix              | Cabrils  | masia edifici d'hotel | 1648                                                         | 41° 31′ 30″ N, 2° 22′ 08″ E / 41.52502154092075°N,2.368943095207215°E ca:Pg. Tolrà, 1                      |                                                      | Mas de Baix (Cabrils) | Modifica les dades a Wikidata |

## muntanya
| imatge | Nom                | Ubicat a                         | instància de | Detalls | coordenades                                                         | Protecció | Commons (més fotos)  | Dades a WD                    |
| ------ | ------------------ | -------------------------------- | ------------ | ------- | ------------------------------------------------------------------- | --------- | -------------------- | ----------------------------- |
|        | Montcabrer         | Cabrera de Mar Cabrils           | muntanya     |         | 41° 31′ 33″ N, 2° 23′ 02″ E / 41.525744°N,2.383953°E 317 msnm       |           | Montcabrer (Maresme) | Modifica les dades a Wikidata |
|        | Turó d'en Torres   | Vilassar de Dalt Cabrils         | muntanya     |         | 41° 32′ 19″ N, 2° 20′ 41″ E / 41.5386°N,2.34486°E 407.4 msnm        |           |                      | Modifica les dades a Wikidata |
|        | Turó de Can Cirers | Argentona Cabrils Cabrera de Mar | muntanya     |         | 41° 32′ 29″ N, 2° 22′ 38″ E / 41.54129444°N,2.37723889°E 471.5 msnm |           |                      | Modifica les dades a Wikidata |

## nucli de població
| imatge | Nom           | Ubicat a | instància de      | Detalls | coordenades                                                                  | Protecció | Commons (més fotos) | Dades a WD                    |
| ------ | ------------- | -------- | ----------------- | ------- | ---------------------------------------------------------------------------- | --------- | ------------------- | ----------------------------- |
|        | Can Bergai    | Cabrils  | nucli de població |         | 41° 31′ 45″ N, 2° 20′ 57″ E / 41.529096879702°N,2.3492077288335°E            |           |                     | Modifica les dades a Wikidata |
|        | Montcabrer    | Cabrils  | nucli de població |         | 41° 31′ 23″ N, 2° 22′ 58″ E / 41.522977148865°N,2.3828282315803°E            |           |                     | Modifica les dades a Wikidata |
|        | el Sant Crist | Cabrils  | nucli de població |         | 41° 31′ 10″ N, 2° 23′ 11″ E / 41.519393662113°N,2.3864577095799°E            |           |                     | Modifica les dades a Wikidata |
|        | la Galvanya   | Cabrils  | nucli de població |         | 41° 31′ 23″ N, 2° 21′ 34″ E / 41.5230292198782°N,2.35938132972993°E          |           |                     | Modifica les dades a Wikidata |
|        | la Llobatera  | Cabrils  | nucli de població |         | 41° 31′ 51″ N, 2° 21′ 43″ E / 41.5307363277461°N,2.36205031377161°E 177 msnm |           |                     | Modifica les dades a Wikidata |
|        | la Llobera    | Cabrils  | nucli de població |         | 41° 32′ 08″ N, 2° 22′ 28″ E / 41.53554131517°N,2.3743173834753°E             |           |                     | Modifica les dades a Wikidata |

## polígon industrial
| imatge | Nom                              | Ubicat a | instància de       | Detalls | coordenades                                                         | Protecció | Commons (més fotos) | Dades a WD                    |
| ------ | -------------------------------- | -------- | ------------------ | ------- | ------------------------------------------------------------------- | --------- | ------------------- | ----------------------------- |
|        | Polígon industrial Els Garrofers | Cabrils  | polígon industrial |         | 41° 30′ 51″ N, 2° 23′ 11″ E / 41.5142681217615°N,2.38637165056485°E |           |                     | Modifica les dades a Wikidata |
|        | Polígon industrial de Cabrils    | Cabrils  | polígon industrial |         | 41° 32′ 02″ N, 2° 21′ 42″ E / 41.5339864673431°N,2.36177862787685°E |           |                     | Modifica les dades a Wikidata |

## pont
| imatge | Nom                | Ubicat a | instància de | Detalls               | coordenades                                                                 | Protecció | Commons (més fotos)          | Dades a WD                    |
| ------ | ------------------ | -------- | ------------ | --------------------- | --------------------------------------------------------------------------- | --------- | ---------------------------- | ----------------------------- |
|        | Pont d'en Roldós   | Cabrils  | pont         |                       | 41° 30′ 58″ N, 2° 22′ 45″ E / 41.5161123650342°N,2.37923557203865°E         |           |                              | Modifica les dades a Wikidata |
|        | Pont de les Heures | Cabrils  | pont         | 1927 Estat: bon estat | 41° 32′ 24″ N, 2° 21′ 25″ E / 41.54001°N,2.35702°E ca:Carretera de la Mútua |           | Pont de les Heures (Cabrils) | Modifica les dades a Wikidata |

## Misc
| imatge | Nom                           | Ubicat a                | instància de                                        | Detalls                                                      | coordenades                                                                                                 | Protecció                                            | Commons (més fotos)               | Dades a WD                    |
| ------ | ----------------------------- | ----------------------- | --------------------------------------------------- | ------------------------------------------------------------ | --- | ---------------------------------------------------- | --------------------------------- | ----------------------------- |
|        | Alocar de la riera de Cabrils | Cabrils                 | bosc de ribera vegetació                            |                                                              | 41° 31′ 03″ N, 2° 22′ 35″ E / 41.51758°N,2.37635°E ca:Riera de Cabrils                                      |                                                      |                                   | Modifica les dades a Wikidata |
|        | Cabrils                       | Cabrils                 | entitat singular de població capital municipal      | 7764 hab                                                     | 41° 31′ 39″ N, 2° 22′ 12″ E / 41.5276°N,2.36996°E 150 msnm                                                  |                                                      |                                   | Modifica les dades a Wikidata |
|        | Castell de Can Jaumar         | Cabrils                 | mansió                                              | Arquitecte: Eugenio Pedro Cendoya Oscoz Estil: neogòtic 1923 | 41° 31′ 37″ N, 2° 22′ 13″ E / 41.526911°N,2.370389°E ca:Doctor Emili Masriera                               |                                                      | Castell de Can Jaumar (Cabrils)   | Modifica les dades a Wikidata |
|        | Cau de les Formigues          | Cabrils                 | cova                                                |                                                              | 41° 31′ 26″ N, 2° 23′ 08″ E / 41.523766°N,2.385503°E                                                        |                                                      |                                   | Modifica les dades a Wikidata |
|        | Escoles Tolrà                 | Cabrils                 | edifici escolar edifici Ús: residència de gent gran | Estil: arquitectura eclèctica 1904                           | 41° 31′ 34″ N, 2° 22′ 04″ E / 41.526049°N,2.367767°E ca:C. Emília Carles, 1; cantonada c. Mestre Jambert    | bé integrant del patrimoni cultural català           | Escoles Tolrà (Cabrils)           | Modifica les dades a Wikidata |
|        | Montcabrer Osservatory        | Cabrils                 | observatori astronòmic                              |                                                              | 41° 31′ 11″ N, 2° 23′ 07″ E / 41.519713888889°N,2.3853888888889°E 120 msnm                                  |                                                      |                                   | Modifica les dades a Wikidata |
|        | Monument 11 de setembre       | Cabrils                 | monument                                            | 2000                                                         | 41° 31′ 35″ N, 2° 22′ 05″ E / 41.52625°N,2.36798°E ca:Carrer Emília Carles s/n (al costat Font d'en Cosmet) |                                                      | Monument 11 de setembre (Cabrils) | Modifica les dades a Wikidata |
|        | Torre de can Vehils           | Cabrils                 | estructura arquitectònica                           |                                                              | 41° 31′ 04″ N, 2° 22′ 53″ E / 41.51772689819336°N,2.381287097930908°E ca:Can Vehils                         |                                                      |                                   | Modifica les dades a Wikidata |
|        | Torre de les Aigües           | Cabrils                 | torre d'aigua                                       | 19th century                                                 | 41° 31′ 35″ N, 2° 22′ 18″ E / 41.52644324554424°N,2.371636033058167°E ca:Carrer dels Garrofers, 11          |                                                      |                                   | Modifica les dades a Wikidata |
|        | capella de Santa Elena        | Cabrils                 | element arquitectònic                               | 19th century                                                 | 41° 31′ 37″ N, 2° 22′ 07″ E / 41.52703°N,2.36866°E ca:C. Lluís Colmenar, 12                                 |                                                      |                                   | Modifica les dades a Wikidata |
|        | casa consistorial de Cabrils  | Cabrils                 | casa consistorial                                   | 19th century                                                 | 41° 31′ 34″ N, 2° 22′ 04″ E / 41.5262281°N,2.3677111°E ca:C. Domènec Carles, 1 144 msnm                     |                                                      | Casa de la Vila de Cabrils        | Modifica les dades a Wikidata |
|        | el Crist Mujal                | Cabrera de Mar Cabrils  | capella element arquitectònic                       | 1788                                                         | 41° 30′ 59″ N, 2° 23′ 31″ E / 41.51638°N,2.39185°E ca:Camí del Mig / Camí de la Mina                        |                                                      | El Crist Mujal                    | Modifica les dades a Wikidata |
|        | riera de Cabrils              | Cabrils Vilassar de Mar | curs d'aigua                                        | Desemboca: mar Mediterrània                                  | 41° 32′ 22″ N, 2° 20′ 59″ E / 41.539542°N,2.349741°E 41° 30′ 03″ N, 2° 23′ 29″ E / 41.50093°N,2.391338°E    |                                                      | Riera de Cabrils                  | Modifica les dades a Wikidata |
|        | torre de ca n'Amat            | Cabrils                 | torre de defensa monument masia                     | Estil: arquitectura popular gòtic tardà                      | 41° 30′ 59″ N, 2° 23′ 03″ E / 41.516375°N,2.384172°E ca:Camí del Sant Crist                                 | bé d'interès cultural bé cultural d'interès nacional | Ca n'Amat, Cabrils                | Modifica les dades a Wikidata |